# Elateroides lugubris
Elateroides lugubris is een keversoort uit de familie Lymexylidae. De wetenschappelijke naam van de soort is voor het eerst geldig gepubliceerd in 1835 door Say.